# Zona da Mata
Zona da Mata è una mesoregione del Minas Gerais in Brasile.

## Microregioni
È suddivisa in 7 microregioni:
- Cataguases
- Juiz de Fora
- Manhuaçu
- Muriaé
- Ponte Nova
- Ubá
- Viçosa